# Philip Oros
Philip Nicholas Oros, född 20 mars 1989, är en svensk skådespelare. 
Han har bland annat medverkat i TV-serierna Torpederna år 2014, Svartsjön år 2016, Fartblinda år 2019, LasseMajas detektivbyrå år 2020–2021. År 2022 spelade han tillsammans med Silvana Imam en av huvudrollerna i filmen Dogborn.

## Filmografi (i urval)
- 2014 – Torpederna (TV-serie)
- 2016 – Svartsjön (TV-serie)
- 2019 – Fartblinda (TV-serie)
- 2020 – Top Dog (TV-serie)
- 2020–2021 – Lasse-Majas detektivbyrå (TV-serie)
- 2021 – Deg (TV-serie)
- 2021 – Glöm natten som kommer
- 2022 – Dogborn
- 2023 – Limbo (TV-serie)
- 2023–2025 – Barracuda Queens (TV-serie)
- 2025 – Kärlek fårever
- 2025 – Hemmet
- 2025 – Åremorden (TV-serie)